# 4-Dimethylaminopyridin
4-dimethylaminopyridin (DMAP), známý také jako N,N-dimethyl-4-pyridinamin je derivát pyridinu s chemickým vzorcem (CH3)2NC5H4N. Využívá se jako báze a nukleofilní katalyzátor v organické syntéze. Díky mezomernímu efektu NMe2 skupiny je bazičtější než pyridin.
Využívá se jako katalyzátor acylací alkoholů a aminů, především terciárních, aromatických nebo stericky bráněných. Katalyzuje také silylace a tricylace alkoholů a přímou syntézu esterů z alkoholů a kyselin v přítomnosti dicyklohexylkarbodiimidu (Steglichova esterifikace).

## Příprava
DMAP lze připravit reakcí 4-substituovaných (-Cl, -SO3H, -OPh, -OSiMe3) pyridinů s dimethylaminem nebo reakcí 4-pyridonu s HMPA. Komerční výroba vychází z pyridinu, který reaguje s SOCl2, SO2Cl2, chlorem nebo bromem za vzniku 4-pyridylpyridiniové soli, která následně reaguje s dimethylaminem nebo N,N-dimethylformamidem za vzniku DMAP:

## Reakce

### Acylace alkoholů
DMAP účinně katalyzuje i obtížné acylace, u kterých klasické provedení s pyridinem a anhydridem nebo acylchloridem selhává. Přídavek 0,05 - 0,2 mol. % DMAP do takové reakce je obvykle dostačující. Mechanismus acylace anhydridem je následující:

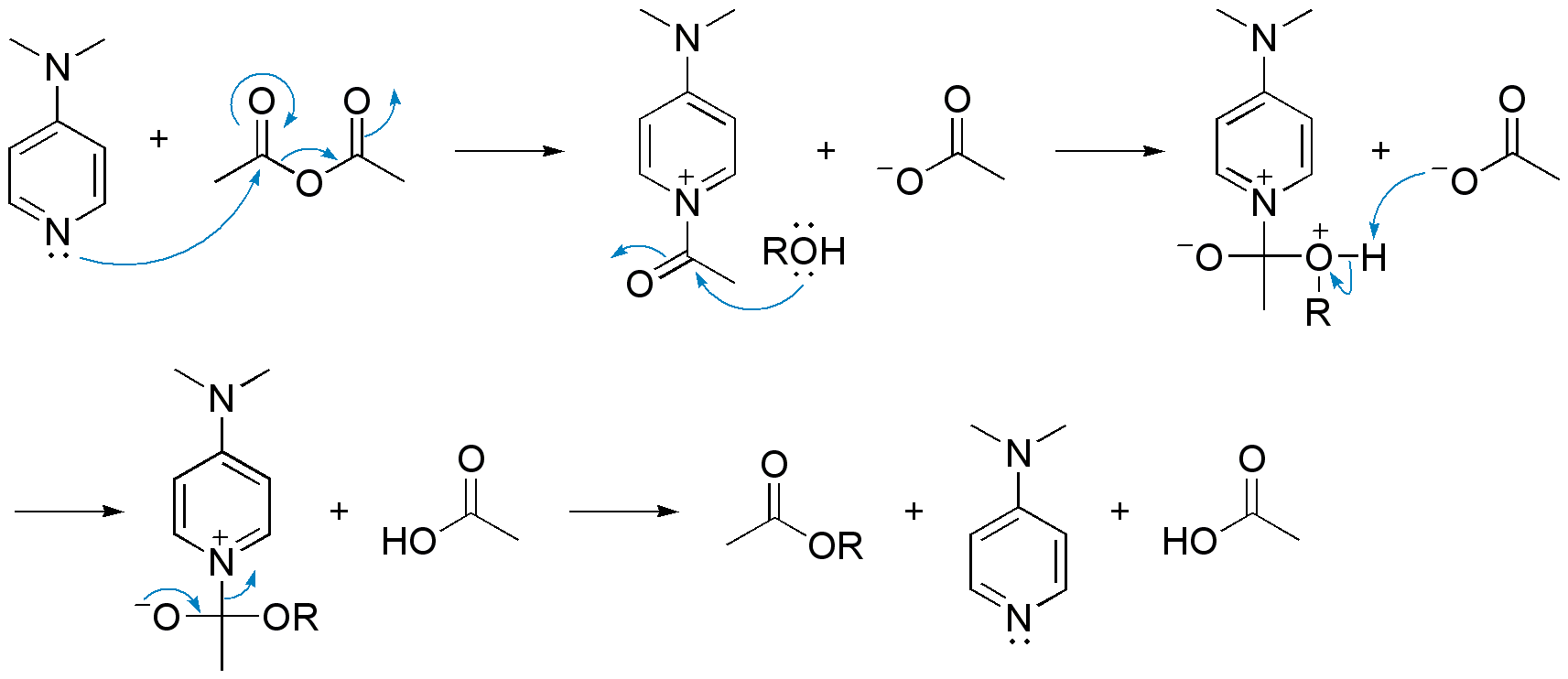
Esterifikace alkoholů v přítomnosti DMAP

DMAP nejprve reaguje s anhydridem za vzniku aktivovaného acylpyridiniového intermediátu, který ochotně reaguje s alkoholem. Substitucí vzniká ester a regeneruje se DMAP. Dochází také k deprotonaci vzniklého intermediátu. Předpokládá se, že na deprotonaci se v první fázi podílí karboxylátový iont a vzniká karboxylová kyselina. Aby byla vzniklá kyselina neutralizována a zachovalo se nutné bazické prostředí, přidává se pomocná báze jako např. triethylamin nebo pyridin.

### Steglichova esterifikace
DMAP se používá jako katalyzátor přímé esterifikace alkoholu kyselinou za pomocí DCC. Reakce se obvykle provádí v aprotickém rozpouštědle za mírných podmínek a vedlejší produkt (dicyklohexylmočovina) se odstraní filtrací.

Steglichova esterifikace

Tuto reakci lze využít i k syntéze makrocyklických laktonů z hydroxykarboxylových kyselin nebo depsipeptidů.

## Bezpečnost
DMAP je toxický, korozivní a dráždivý. Snadno proniká kůží a taková otrava může mít smrtelné následky. Působí na centrální nervový systém, oči, kůži a sliznice.